# Schizotrema resima
Schizotrema resima är en kräftdjursart som beskrevs av Hale 1949. Schizotrema resima ingår i släktet Schizotrema och familjen Nannastacidae. Inga underarter finns listade i Catalogue of Life.